# Quattuor abhinc annos
Quattuor abhinc annos (em latim "há quatro anos atrás") é o incipito de uma carta que a Congregação para o Culto Divino e Disciplina dos Sacramentos enviou em 3 de outubro de 1984 aos presidentes de conferências episcopais concedendo aos bispos diocesanos autoridade para permitir celebrações da Missa de acordo com a edição de 1962 do Missal Romano

## Contexto
A carta explicava que quatro anos antes o Papa João Paulo II havia convidado comentários dos bispos a respeito da recepção do Missal promulgada em 1970 pelo Papa Paulo VI, de acordo com as decisões do Concílio Vaticano II, e quaisquer dificuldades que surgissem na implementação do reforma litúrgica. A Congregação concedeu aos bispos diocesanos um indulto para poderem autorizar padres e grupos de fiéis que a solicitaram, a celebrar a Missa de acordo com o Missal Romano de 1962 promulgado pelo Papa João XXIII em 1962, a última edição da Missa tridentina. As missas permitidas deveriam estar em total acordo com o Missal de 1962 (não de edições anteriores) e em latim.
Já antes, Papa Paulo VI autorizou os bispos diocesanos de Inglaterra e Baleias de permitir a celebração em certas ocasiões o uso do Missa tridentina (o assim dito Indulto Agatha Christie.
Mais tarde a Santa Sé concedeu diretamente a várias sociedades sacerdotais, que incluíam a Fraternidade Sacerdotal de São Pedro, o Instituto de Cristo Rei e Sumo Sacerdote e a Administração Apostólica Pessoal São João Maria Vianney (antes a União Sacerdotal São João Maria Vianney)atal, a permissão de usarem exclusivamente os livros litúrgicos do tempo de 1962, não apenas para celebrar a missa, mas também para outros sacramentos e rituais e para o Ofício Divino. Sacerdotes e comunidades individuais pertencentes a institutos religiosos também receberam a mesma autorização. Houve casos assim entre a Fraternidade de São Vicente Ferrer, o Instituto de São Filipe Neri, os Cânones Regulares da Nova Jerusalém, os Cânones Regulares de São João Cantius, os mosteiros da Sainte Madeleine du Barroux e Sainte Marie de la Garde. Vários clérigos diocesanos também aproveitaram a provisão do documento.

## Conteúdo

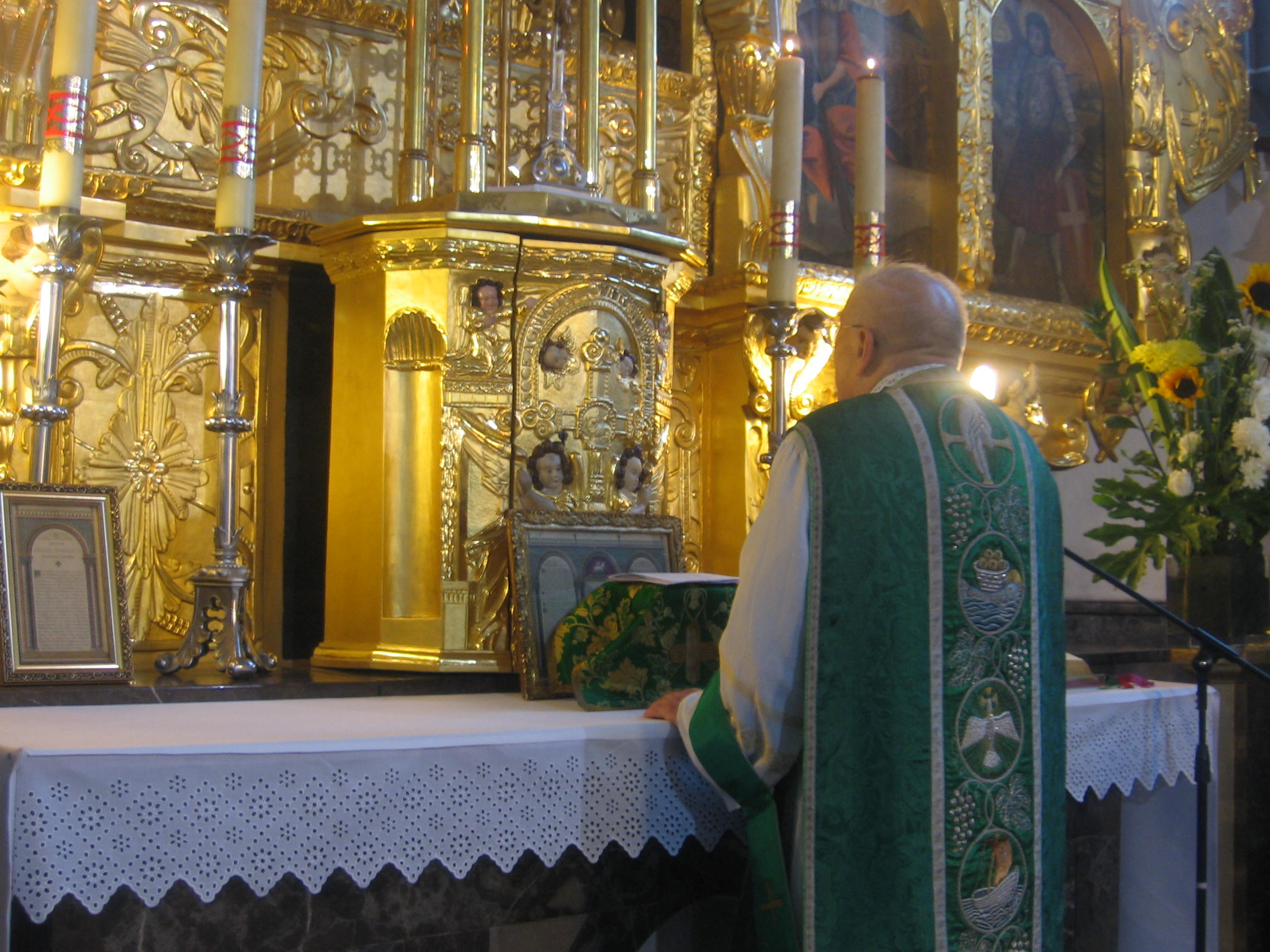
Missa Tridentina Baixa de um padre vestindo um manípulo em uma antiga igreja em Szydłowiec

Uma condição importante para atender às solicitações era "que fique claro ao público, além de qualquer ambiguidade, que esses padres e seus respectivos fiéis não compartilhem as posições daqueles que questionam a legitimidade e a exatidão doutrinária do Missal Romano promulgado pelo Papa Paulo VI em 1970".
Os bispos diocesanos recusaram muitos pedidos de pessoas que consideravam não atenderem a essa condição. Mas a autorização foi de fato concedida por outros. 
Com o motu proprio Ecclesia Dei de 1988, João Paulo II exortou os bispos a serem generosos em conceder tal faculdade a todos os fiéis que a solicitaram. Ecclesia Dei substitui Quattuor abhinc annos em relação à extensão do privilégio.
Grupos como a Sociedade de São Pio X, que sustentava que não precisava de permissão para celebrar a Missa Tridentina, censuravam o documento e se referiam com desprezo às Missas celebradas com a autorização do Quattuor abhinc annos como "Missas Indultas". Vários desses grupos, como a Sociedade de São Pio V, preferiram celebrar a Missa de acordo com as edições pré-1962 do Missal Romano.

## Revocação
O Papa Bento XVI revogou as diretrizes em 7 de julho de 2007, substituindo-as pelas normas enunciadas em seu motu proprio Summorum Pontificum,  no qual declarou que o uso da forma de 1962 da Missa nunca havia sido formalmente revogada e que a permissão para usá-la é necessário apenas para a celebração pública e pode ser concedida pelo padre encarregado da igreja sem autorizão do bispo diocesano.
O motu proprio Summorum Pontificum de 2007 foi por sua vez revogado em 2021 pelo motu proprio Traditionis custodes de Papa Francisco, que declarou:
Art. 1. Os livros litúrgicos promulgados pelos santos Pontífices Paulo VI e João Paulo II, em conformidade com os decretos do Concílio Vaticano II, são a única expressão da lex orandi do Rito Romano.
Art. 2. Ao bispo diocesano, enquanto moderador, promotor e guardião de toda a vida litúrgica na Igreja particular a si confiada, compete regular as celebrações litúrgicas na sua diocese. Portanto, é de sua exclusiva competência autorizar o uso do Missale Romanum de 1962 na diocese, seguindo as orientações da Sé Apostólica.